# Johnny Giles
Michael John „Johnny“ Giles (* 6. November 1940 in Dublin) ist ein ehemaliger irischer Fußballspieler und -trainer. Seine Spielerlaufbahn verbrachte er u. a. erfolgreich bei Manchester United und Leeds United. Für die irische Fußballnationalmannschaft bestritt er in knapp 20 Jahren 59 Länderspiele.
Giles kam 1956 von Dublin nach Manchester, wo sein erster Verein Manchester United war. Mit United gewann er 1963 den FA Cup und ging ein Jahr später nach Leeds. Mit Leeds United wurde Giles zweimal Englischer Meister, zweimal FA-Cup-Sieger und gewann 1968 und 1971 den Messestädte-Pokal. Für Leeds United erzielte der Mittelfeldspieler 114 Tore in 525 Spielen. Seine letzte Station im Profifußball war West Bromwich Albion. Dort war er bis 1977 als Spielertrainer tätig.  59 Mal kam er für die irische Fußballnationalmannschaft zum Einsatz und traf dabei fünf Mal ins Tor. Später wurde Giles erster Spielertrainer der irischen Nationalmannschaft, verpasste aber die Qualifikation für die Europameisterschaft 1976. Nach seiner Tätigkeit bei West Brom wechselte Giles auf die Trainerbank der Shamrock Rovers, ehe er in den 1980ern vorwiegend Clubs in Nordamerika trainierte. Heute ist er für den irischen Rundfunk als Sportjournalist tätig.
Für seine Autobiografie A Football Man – My Autobiography wurde Giles 2010 mit dem Irish Book Award in der Kategorie Sportbuch ausgezeichnet.

## Titel
- Englischer Meister: 1969, 1974
- FA Cup: 1963, 1972
- Messestädte-Pokal: 1968, 1971
- League Cup: 1968